# Neolucanus insulicola hamaii
Neolucanus insulicola hamaii es una subespecie de coleóptero de la familia Lucanidae.

## Distribución geográfica
Habita en Japón.